# HAT-P-11
HAT-P-11, cũng được GSC 03.561-02.092, là một sao lùn cam giàu kim loại, cách Trái Đất khoảng 123 năm ánh sáng nằm trong chòm sao Thiên Nga. Ngôi sao này đáng chú ý vì tỷ lệ chuyển động phù hợp tương đối lớn. Độ lớn của ngôi sao này là khoảng 9, có nghĩa là nó không thể nhìn thấy bằng mắt thường nhưng có thể nhìn thấy bằng kính viễn vọng nghiệp dư cỡ trung bình vào một đêm tối rõ ràng. Tuổi của ngôi sao này là khoảng 6,5 tỷ năm.
Ngôi sao có vĩ độ hoạt động tạo ra các ngôi sao.

## Hệ hành tinh

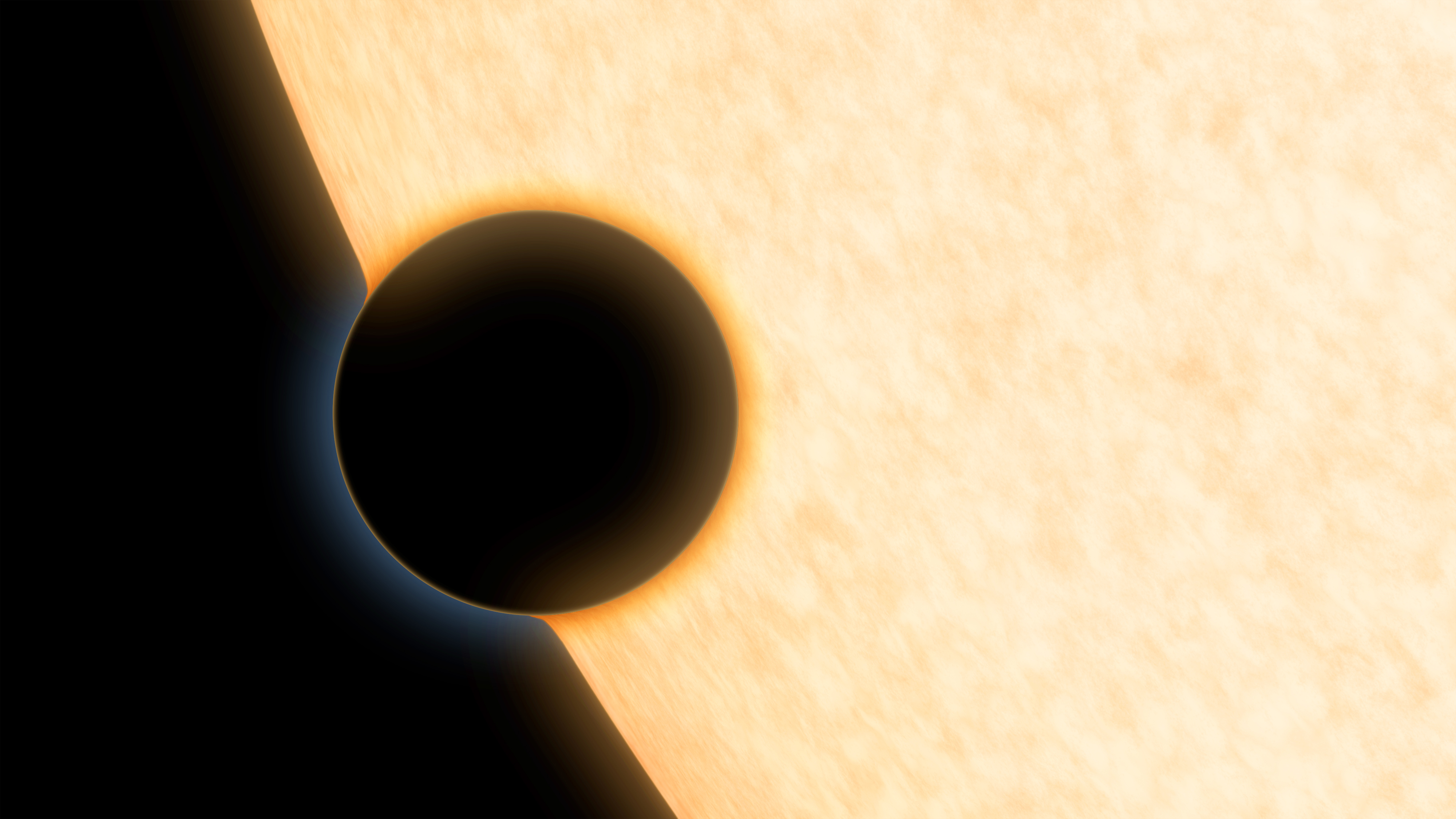
Nghệ sĩ minh họa của hành tinh HAT-P-11b.

Là một ngoại hành tinh,hành tinh này đã được Dự án HATNet phát hiện ra bằng phương pháp vận chuyển, được cho là lớn hơn một chút so với Sao Hải Vương.
Hành tinh đó quay quanh khỏi vị trí thẳng hàng từ trục quay của ngôi sao. Hệ thống xiên ở 100°. Hệ thống sao này nằm trong tầm ngắm của tàu vũ trụ săn hành tinh Kepler Mission.
Một xu hướng nằm trong các phép đo vận tốc hướng tâm đã được thực hiện để xác nhận hành tinh chỉ ra một vật thể bổ sung có thể nằm trong hệ thống. Điều này đã được xác nhận vào năm 2018 khi một hành tinh thứ hai được phát hiện trên quỹ đạo xa khoảng chín năm.
| Thiên thể đồng hành (thứ tự từ ngôi sao ra) | Khối lượng     | Bán trục lớn (AU)     | Chu kỳ quỹ đạo (ngày)       | Độ lệch tâm     | Độ nghiêng     | Bán kính   |
| ------------------------------------------- | -------------- | --------------------- | --------------------------- | --------------- | -------------- | ---------- |
| b                                           | 234±15 M🜨      | 005254+000064 −000066 | 4887802443+0000034 −0000030 | 0218+0034 −0031 | 8905+015 −009° | 436±006 R🜨 |
| c                                           | ≥507+30 −27 M🜨 | 413+029 −016          | 3407+360 −190               | 0601+0032 −0031 | —              | —          |